# Norwood (Michigan)
Norwood – jednostka osadnicza w USA, w stanie Michigan, w hrabstwie Charlevoix.  Miejscowość leży nad zatoką Grand Traverse Bay jeziora Michigan.